# Cantone di Ervy-le-Châtel
Il Cantone di Ervy-le-Châtel era una divisione amministrativa dell'arrondissement di Troyes.
A seguito della riforma approvata con decreto del 21 febbraio 2014, che ha avuto attuazione dopo le elezioni dipartimentali del 2015, è stato soppresso.

## Composizione
Comprendeva i comuni di:
- Auxon
- Chamoy
- Chessy-les-Prés
- Coursan-en-Othe
- Courtaoult
- Les Croûtes
- Davrey
- Eaux-Puiseaux
- Ervy-le-Châtel
- Marolles-sous-Lignières
- Montfey
- Montigny-les-Monts
- Racines
- Saint-Phal
- Villeneuve-au-Chemin
- Vosnon